# Tanjung Raja (Gumay Ulu)
Tanjung Raja is een bestuurslaag in het regentschap Lahat van de provincie Zuid-Sumatra, Indonesië. Tanjung Raja telt 393 inwoners (volkstelling 2010).